# کلاغ گردن‌سفید
کلاغ گردن‌سفید(نام علمی: Corvus leucognaphalus) نام یک گونه از سرده کلاغ است.